# 情非情
《情非情》是2009年由江苏广播电视总台、中央电视台、江苏岳海影视有限公司拍摄的一部情感悬疑剧，由江一燕、任重、一真等主演。本剧于2008年10月开机，2009年9月8日首播。剧中暴露现实生活中商业犯罪等问题 。

## 演员
- 江一燕 饰 向美双
- 任重 饰 潘军
- 王新 饰 梁敬东
- 陈彦 饰 肖莉
- 刘庭羽 饰 丁南
- 李诚洁 饰 于小川
- 一真 饰 盖涛